# Jean-Pierre Tokoto
Jean-Pierre Tokoto   (Douala, 26 de gener de 1948) és un exfutbolista camerunès de la dècada de 1970.
Fou internacional amb la selecció de futbol del Camerun amb la qual participà en la Copa del Món de futbol de 1982.
Pel que fa a clubs, destacà a Olympique de Marsella, FC Girondins de Bordeus, Paris Saint-Germain FC i New England Tea Men.